# شريط القديس جاورجيوس
تشغل شرائط القديس جاورجيوس مكانة فخر بين الانواط الجماعية العديدة تمنحها وحدات في الجيش الروسي
وقد أسس وسام القديس جاورجيوس عام 1769 من قبل القيصرة كاترينا الثانية. وينص المرسوم القيصري بهذا الشأن على ان هذا الوسام يمنح لقاء أداء مآثر بطولية في أوقات الحرب فقط.. وكان يعد وسام القديس جاورجيوس مجرد نوط عسكري.
ولوسام القديس جاورجيوس أربعة درجات. وتحتوي الدرجة الأولى من الوسام على صليب ونجمة ووشاح يتألف بدوره من 3 شرئط سوداء وشريطين برتقاليين. وجرت العادة ان يحمله عسكري على كتفه الأيمن. اما الدرجة الثانية للوسام فكانت تحتوي هي أيضا على نجمة وصليب كبير يعلق على الرقبة بواسطة شريط ضيق آخر. وتحتوي الدرجة الثالثة على صليب صغير يعلق على الرقبة. والدرجة الرابعة عبارة عن صليب يوضع في عروة البدلة العسكرية.
وكان من المعتقد في روسيا ان اللونين الأسود والبرتقالي هما رمز للبطولة والمجد العسكريين.
نظرا إلى ان القديس جورجيوس يعتبر قديسا مسيحيا فقط فانه جرت العادة ان يكرم غير المسيحيين الارثودكس بوسام يرسم عليه شعار روسيا، وهو النسر ذو الرأسين. وقد تم اقرار هذا الوسام في 29 أغسطس/آب عام 1844 من قبل الإمبراطور نيقولاي الثاني، وذلك إبان حرب القوقاز.
ثمة أراء متفاوتة حول ما كان يرمز اليه شريط القديس جاورجيوس. وعلى سبيل المثال فان الكونت ليتا كتب عام 1833 ان كاترينا الثانية التي أسست هذا الوسام اعتقدت ان الشريط يجمع بين لوني البارود والنار. لكن الضابط الروسي سيرج أندولينكو الذي أصبح فيما بعد جنرالا في الجيش الفرنسي وجمع لمة كاملة للرسوم والمواصفات الخاصة بالعلامات والرموز المستخدمة في أفواج الجيش الروسي لم يوافق على مثل هذا التفسير، وأشار قائلا: " غدا لونا الوسام رمزا للدولة الروسية منذ أصبح النسر ذو الرأسين على الخلفية الذهبية شعارا روسيا قوميا. وكان يوصف الشعار الروسي في عهد كاترينا الثانية كما يلي: " النسر أسود وعلى رأسيه تاج امبراطوري كبير ذهبي اللون، وفي وسط النسر القديس جاورجيوس الذي يركب الحصان الأبيض ويقهر التنين الأسود اللون برمحه، ورمحه هو اصفر اللون." اذن، فان الوسام الروسي بتسميته والوانه له أصول عميقة في التاريخ الوطني.
والجدير بالذكر انه جرت العادة ان تكرم بشريط القديس جاورجيوس علامات تمنحها وحدات عسكرية في الجيش الروسي، وضمنها الابواق الفضية والرايات العسكرية وما إلى ذلك. كما كانت توضع انواط قتالية كثيرة فوق شريط القديس جاورجيوس.
وظهر إبان حرب القرم لونا شريط القديس جاورجيوس على سلاح منحه ضباط، علما ان السلاح الذهبي باعتباره نوعا من أنواع النوط العسكري لم يعتبر أقل شرفا من وسام القديس جورجيوس.
وأمر القيصر الكسندر الثاني في أعقاب الحرب الروسية التركية (عامي 1877 – 1878) بتكريم الوحدات العسكرية المتفوقة. لكن اتضح ان الافواج الكثيرة كانت قد كرمت بالانواط المعمول بها حينذاك. لذلك فان القيصر أصدر مرسوما بتأسيس نوط جديد، وهو شريط القديس جاورجيوس العريض الذي يوضع على الراية العسكرية ويكتب عليه فضول منح لقاءها الشريط.
وظل هذا النوع من التكريم وحيدا لوحدات الجيش الامبراطوري حتى زواله.
وقد تم تأسيس وسام المجد بدرجاته الثلاث في 8 نوفمبر/تشرين الثاني إبان الحرب العالمية الثانية حرصا على مواصلة التقاليد القتالية للجيش الروسي. وكان لونا شريطه الأسود والبرتقالي يعيدان إلى الاذهان صليب القديس جاورجيوس.
وفي 2 مارس/آذار عام 1992 اتخذ القرار باستعادة وسام القديس جاورجيوس الروسي ونوط صليب القديس جاورجيوس. وجاء في المرسوم الرئاسي الصادر في 2 مارس/آذار عام 1992 بهذا الصدد ما يلي: «يدرج وسام القديس جاورجيوس ونوط صليب القديس جاورجيوس ضمن قائمة الانواط الحكومية الروسية».
وقد نظمت في ربيع عام 2005 لأول مرة في روسيا فعالية «شريط القديس جاورجيوس». وقد تم اعداد وتحقيق الفعالية من قبل وكالة أنباء «نوفوستي» الروسية بالتعاون مع منظمة الطلبة الاجتماعية. وولدت تلك الفعالية من تلقاء نفسها على أساس مشروع الإنترنت «نصرنا» الذي كان من شأنه ان ينشر طول السنة قصص شعبية حول عائلات مستها الحرب الوطنية العظمى وقدماء المحاربين ورجال الأنصار والعمال ابان الحرب وقصص الحب في الحرب ومآثر مجهولة. ومن أهم أهداف هذه الفعالية شأنها شأن موقع الإنترنت «نصرنا» هو السعي إلى عدم نسيان الذين انتصروا في أكثر حروب القرن العشرين روعا والذين قد ورثنا ذكراهم ونعتز بهم.
ومن ذلك الحين صارت شرائط القديس جاورجيوس تزين شوارع مدننا وثياب وحقائب وسيارات الناس البسطاء والمشاهير من الساسة والفنانين على حد سواء. كما ترسل شرائط القديس جورجيوس إلى الفضاء وتقوم باسفار على متن الطائرات.
وقد انضم الكثير من الشركات ووسائل الاعلام وموارد الإنترنت إلى هذه الفعالية. واحتل شريط القديس جاورجيوس بحق مكانة بارزة كونها رمزا مجيدا لعيد النصر.